# Liste der Biografien/Colb
Liste der Biografien |
Portal Biografien |
Personensuche
# |
A |
B |
C |
D |
E |
F |
G |
H |
I |
J |
K |
L |
M |
N |
O |
P |
Q |
R |
S |
T |
U |
V |
W |
X |
Y |
Z |
?
 
Ca |
Cb |
Cc |
Ce |
Ch |
Ci |
Cj |
Ck |
Cl |
Cm |
Cn |
Co |
Cr |
Cs |
Ct |
Cu |
Cv |
Cw |
Cy |
Cz
 
Coa–Cod |
Coe–Cok |
Col |
Com |
Con |
Coo–Coq |
Cor |
Cos |
Cot |
Cou |
Cov |
Cow |
Cox |
Coy |
Coz
 
Cola |
Colb |
Colc |
Cold |
Cole |
Colf |
Colg |
Colh |
Coli |
Colk |
Coll |
Colm |
Coln |
Colo |
Colp |
Colq |
Colr |
Cols |
Colt |
Colu |
Colv |
Colw |
Coly |
Colz
Die Liste der Biografien führt alle Personen auf, die in der deutschsprachigen Wikipedia einen Artikel haben. Dieses ist eine Teilliste mit 71 Einträgen von Personen, deren Namen mit den Buchstaben „Colb“ beginnt.

## Colb

### Colba
- Colbach, Jean (1897–1957), luxemburgischer Sprinter
- Colback, Jack (* 1989), englischer Fußballspieler
- Colban, 7. Earl of Fife, schottischer Magnat
- Colban, Earl of Buchan, schottischer Adliger
- Colban, Marie (1814–1884), norwegische Romanschriftstellerin und Übersetzerin
- Colbay, Damla (* 1993), türkische Schauspielerin

### Colbe
- Colbe, Georg (1594–1670), deutscher lutherischer Geistlicher
- Colbeck, Ric († 1981), britischer Jazzmusiker und Komponist
- Colbentson, Oliver (1927–2013), US-amerikanischer Geiger und Musikpädagoge
- Colberg, August (1829–1868), deutscher Pathologe und Hochschullehrer
- Colberg, Christian (1858–1911), deutscher Hof-Fotograf in Bad Oeynhausen
- Colberg, Ehregott Daniel (1659–1698), deutscher lutherischer Theologe
- Colberg, Ehrenfried Christian (1729–1804), deutscher evangelisch-lutherischer Geistlicher, Superintendent in Stralsund
- Colberg, Erich (1901–1966), deutscher Lehrer, Pionier des Schulspiels
- Colberg, Frederik (* 1993), dänischer Badmintonspieler
- Colberg, Johann Ehrenfried (1759–1822), deutscher evangelisch-lutherischer Geistlicher
- Colberg, Johann Friedrich (1693–1761), deutscher evangelisch-lutherischer Geistlicher
- Colberg, Johannes (1623–1687), deutscher lutherischer Theologe
- Colberg, Karl (1828–1882), deutscher Richter und Parlamentarier
- Colberg, Otto (1870–1952), deutscher Bauingenieur und Hochschullehrer
- Colberg, Paul (1863–1926), deutscher Pianist und Komponist
- Colberg, Willy (1906–1986), deutscher Maler, Grafiker und Bootsbauer
- Colberg-Tjadens, Dorothee (1922–2004), deutsche Keramikerin, Hochschullehrerin und Politikerin (SPD)
- Colbert, André († 1704), französischer Geistlicher und Bischof von Auxerre
- Colbert, Carl (1855–1929), österreichischer Schriftsteller, Journalist und Herausgeber
- Colbert, Charles-Joachim (1667–1738), französischer Geistlicher, Bischof von Montpellier
- Colbert, Charlotte (1678–1765), Äbtissin der Klöster Penthemont und Maubuisson
- Colbert, Claudette (1903–1996), französisch-US-amerikanische Schauspielerin
- Colbert, Edwin Harris (1905–2001), amerikanischer Wirbeltierpaläontologe
- Colbert, Freya (* 2004), britische Schwimmerin
- Colbert, Jacques-Nicolas (1655–1707), französischer römisch-katholischer Erzbischof und Mitglied der Académie française
- Colbert, James (1898–1955), irischer römisch-katholischer Geistlicher und Apostolischer Vikar von Port Elizabeth
- Colbert, Jean-Baptiste (1619–1683), französischer Staatsmann und der Begründer des Merkantilismus (Colbertismus)Jean-Baptiste Colbert (1619–1683)

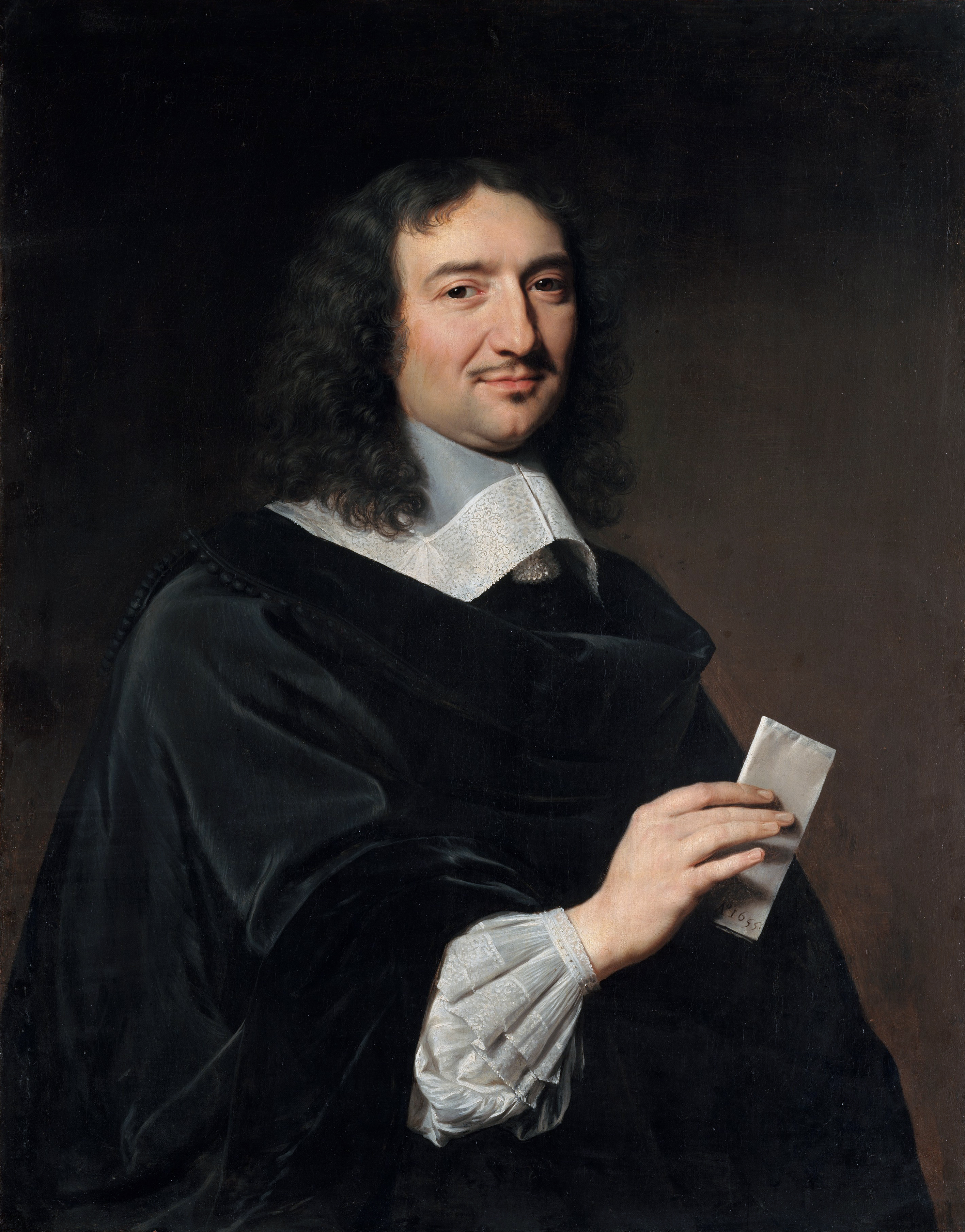
Jean-Baptiste Colbert (1619–1683)

- Colbert, Jean-Baptiste-Michel (1640–1710), französischer Geistlicher, Bischof von Montauban und Erzbischof von Toulouse
- Colbert, Juliette († 1864), französische Philanthropin und italienische Markgräfin
- Colbert, Michael (1899–1959), irischer Politiker, Teachta Dála
- Colbert, Michel (1629–1676), französischer römisch-katholischer Geistlicher und Bischof
- Colbert, Michel (1633–1702), französischer Prämonstratenser, Abt des Klosters Prémontré
- Colbert, Nicolas (1628–1676), französischer Geistlicher, Bischof von Luçon und Auxerre
- Colbert, Robert (* 1931), US-amerikanischer Schauspieler
- Colbert, Serge (* 1967), US-amerikanischer Filmkomponist
- Colbert, Stephen (* 1964), US-amerikanischer ComedianStephen Colbert (* 1964)

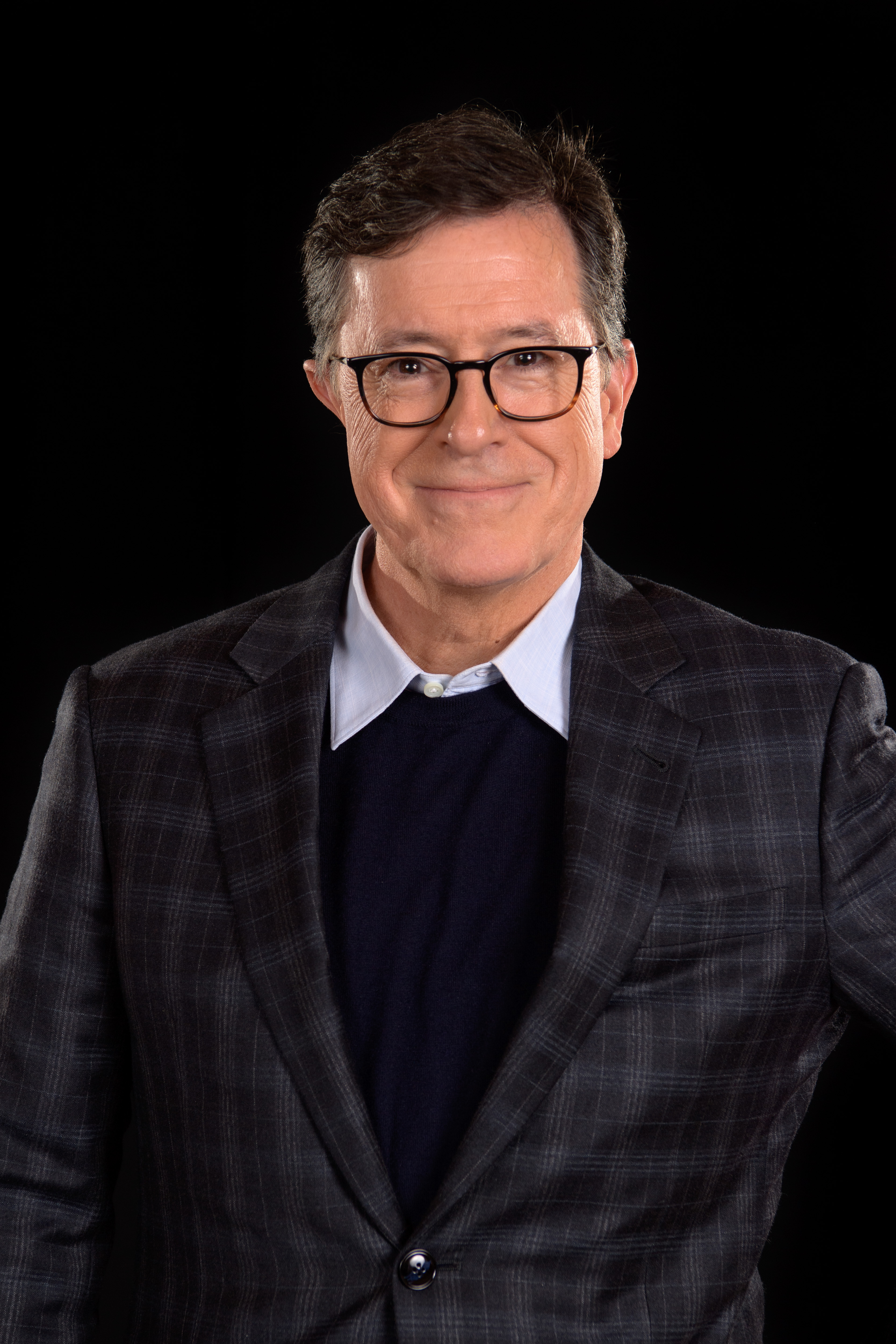
Stephen Colbert (* 1964)

- Colbert-Chabanais, Auguste François-Marie de (1777–1809), französischer Brigadegeneral der Kavallerie
- Colbert-Chabanais, Pierre David de (1774–1853), französischer Divisionsgeneral der Kavallerie
- Colbertaldo, Federico (* 1988), italienischer Schwimmer

### Colbi
- Colbin, Marie (* 1957), österreichische Autorin und Schauspielerin

### Colbj
- Colbjørnsen, Tom (* 1951), norwegischer Ökonom

### Colbo
- Colboc, Pierre (1940–2017), französischer Architekt
- Colborn, Theo (1927–2014), US-amerikanische Zoologin und Hochschullehrerin
- Colborne, Joe (* 1990), kanadischer Eishockeyspieler
- Colborne, John, 1. Baron Seaton (1778–1863), britischer Feldmarschall und Kolonialverwalter
- Colbourn, Charles (* 1953), kanadischer Mathematiker
- Colbourne, Neil (* 1956), englischer Fußballspieler

### Colbr
- Colbran, Isabella (1785–1845), spanische Opernsängerin (Mezzosopran) und Komponistin
- Colbrelli, Sonny (* 1990), italienischer RadrennfahrerSonny Colbrelli (* 1990)

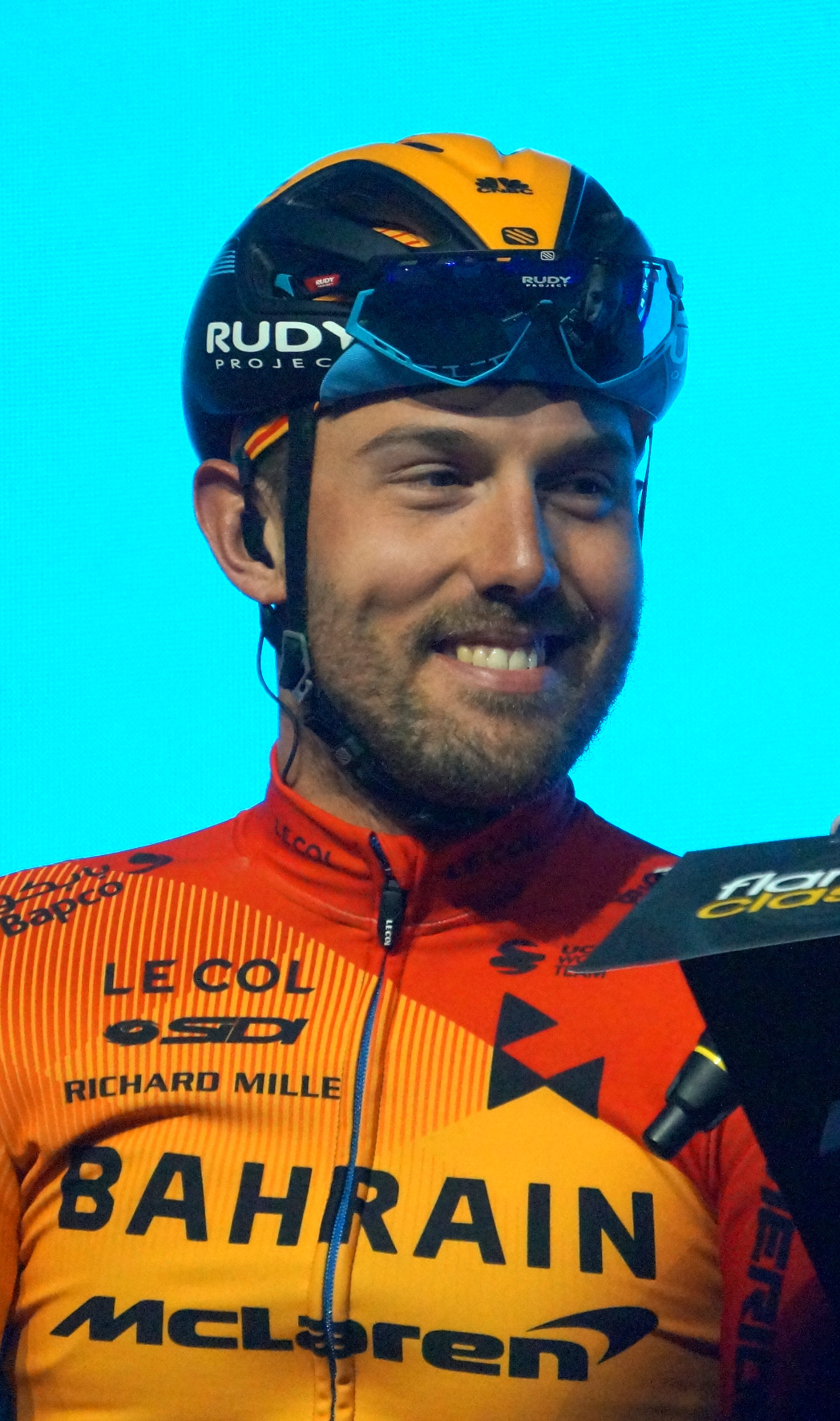
Sonny Colbrelli (* 1990)

### Colbu
- Colburn, Irving Wightman (1861–1917), US-amerikanischer Erfinder und Fabrikant
- Colburn, Lawrence (1949–2016), amerikanischer Soldat im Vietnamkrieg
- Colburn, Zerah (1804–1839), mathematisches Wunderkind
- Colbus, Jean (1834–1916), deutscher Geistlicher und Politiker, MdR

### Colby
- Colby, Anthony (1792–1873), US-amerikanischer Politiker
- Colby, Anthony (* 1979), US-amerikanischer Radrennfahrer
- Colby, Bainbridge (1869–1950), US-amerikanischer Jurist und Politiker
- Colby, Barbara (1939–1975), US-amerikanische Schauspielerin
- Colby, Casey (* 1974), US-amerikanischer Skispringer
- Colby, Elbridge, US-amerikanischer Experte für nationale Sicherheitspolitik
- Colby, Frank Moore (1865–1925), US-amerikanischer Dozent, Schriftsteller und Herausgeber
- Colby, Jason (* 2006), US-amerikanischer Skispringer
- Colby, Mark (1949–2020), US-amerikanischer Jazzmusiker (Saxophone)
- Colby, Ronald (* 1944), US-amerikanischer Schauspieler, Regisseur, Filmproduzent und Produktionsleiter
- Colby, Scott (* 1953), US-amerikanischer Slide-Gitarrist und Dobro-Spieler
- Colby, William (1920–1996), US-amerikanischer Direktor der CIA